# Флажи (Верхняя Сона)
Флажи́ (фр. Flagy) — коммуна во Франции, находится в регионе Франш-Конте. Департамент — Верхняя Сона. Входит в состав кантона Пор-сюр-Сон. Округ коммуны — Везуль.
Код INSEE коммуны — 70235.

## География
Коммуна расположена приблизительно в 320 км к юго-востоку от Парижа, в 55 км севернее Безансона, в 9 км к северу от Везуля.
По территории коммуны протекают небольшие реки Батар (фр. Bâtard) и Вьенна (фр. Vienne).

## Население
Население коммуны на 2010 год составляло 156 человек.
| 1962 | 1968 | 1975 | 1982 | 1990 | 1999 | 2010 |
| ---- | ---- | ---- | ---- | ---- | ---- | ---- |
| 149  | 154  | 140  | 157  | 166  | 158  | 156  |

## Экономика
В 2010 году среди 108 человек трудоспособного возраста (15—64 лет) 84 были экономически активными, 24 — неактивными (показатель активности — 77,8 %, в 1999 году было 71,4 %). Из 84 активных жителей работали 78 человек (47 мужчин и 31 женщина), безработных было 6 (3 мужчины и 3 женщины). Среди 24 неактивных 3 человека были учениками или студентами, 16 — пенсионерами, 5 были неактивными по другим причинам.